# Loksi
Loksi je objavljen 1980., drugi (treći uz Aranyalbum 1971–76) dvostruki album Locomotiv GT-a, .

## Pjesme na albumu

### Álom (San)
1. Prológ és trialóg (Prolog i trijalog) (Gábor Presser – Dusán Sztevanovity) – 8:44
2. Gondolj rám (Misli na mene) (Gábor Presser – Dusán Sztevanovity) – 6:22
3. Ha eljönnek az angyalok (Ako dođu anđeli) (Gábor Presser – Dusán Sztevanovity) – 3:50

### Élet (Život)
1. Boksz (Boks) (Gábor Presser – Dusán Sztevanovity) – 5:31
2. Erőgép (Turbina) (Gábor Presser – Tamás Somló – Dusán Sztevanovity) – 4:48
3. Sziszifuszi blues (Sizifski blues) (Gábor Presser – Dusán Sztevanovity) – 3:42
4. Embertelen dal (Neljudska pjesma) (Gábor Presser – Tamás Somló – Dusán Sztevanovity) – 6:34

### Játék (Igra)
1. Primadonna (Tamás Somló – Dusán Sztevanovity) – 5:50
2. Játszunk (Sviramo) (Tamás Somló – Dusán Sztevanovity) – 2:36
3. Cabolo (János Karácsony) – 2:26
4. A dal a miénk (Pjesma je naša) (János Karácsony – Dusán Sztevanovity) – 4:32
5. Nagyon kell, hogy szeress (Jako mi treba da me voliš) (Tamás Somló) – 4:35

### IV. oldal (IV. strana)
1. Áldd meg a dalt (Blagoslovi pjesmu) (János Karácsony – Dusán Sztevanovity) – 2:17
2. Szentimentális "rakenroll" (Sentimentalni "rokenrol") (Gábor Presser – Dusán Sztevanovity) – 5:26
3. Ha eljönnek az ördögök (Ako dođu vragovi) (Gábor Presser) – 1:08
4. Mozi (Kino) (Gábor Presser – Dusán Sztevanovity) – 5:28
5. Áldd meg a dalt (Blagoslovi pjesmu) (János Karácsony – Dusán Sztevanovity) – 1:41

## Suradnici
- János Karácsony – vokal, električna i akustična gitara, sintisajzer, udaraljke
- Gábor Presser – vokal, Yamaha električni klavir i koncertni klavir, Roland Jupiter 4, Korg vocoder, udaraljke, zvona
- János Solti – bubnjevi, udaraljke
- Tamás Somló – vokal, bas-gitara, alt saksofon, chromonika, udaraljke
- Dusán Sztevanovity – tekstovi pjesama

Puhačka sekcija:
- László Dés
- László Gőz
- Gábor Csizmadia
- Tamás Somló

Posebne zahvale za ljubaznu suradnju:
- Bo Garressper
- Mtomo Lassa
- Oja Tilsson
- Jason Synackroa

### Produkcija
- György Kovács – ton majstor, glazbeni urednik
- Péter Péterdi – glazbeni urednik
- Gábor Presser – glazbeni urednik
- László Nagyvári – fotografije i grafika